# Früh em Veedel

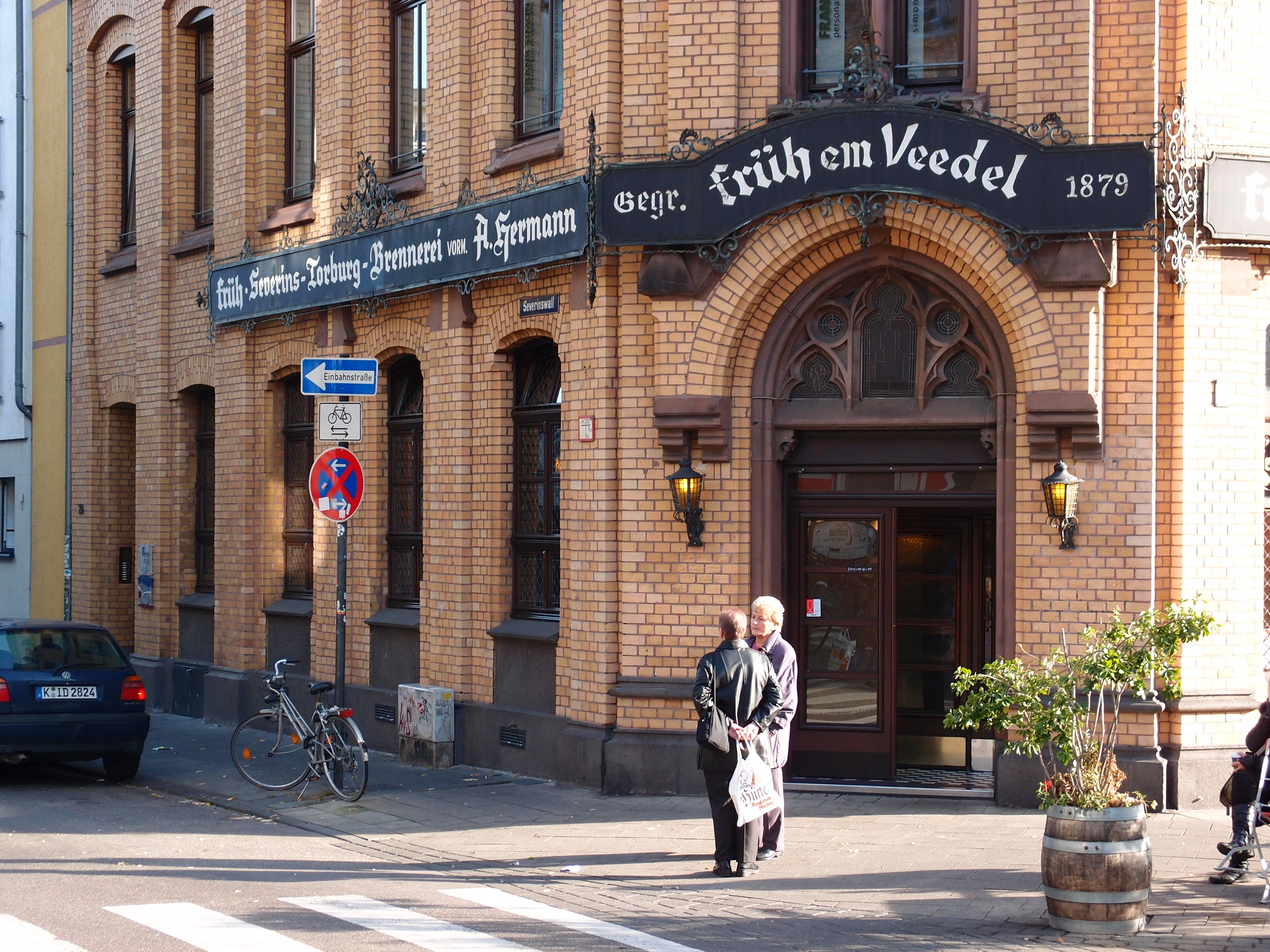
Brauhaus Früh em Veedel

Das Brauhaus Früh em Veedel am Chlodwigplatz 28 ist eine traditionsreiche Gaststätte und vormalige Schnapsbrennerei im Kölner Severinsviertel. Das 1885/1886 errichtete und mit Backsteinfassaden versehene, dreigeschossige Gebäude steht seit dem 28. Februar 1985 unter Denkmalschutz. Es ist als Baudenkmal des Stadtteils Neustadt-Süd unter Nr.: 2802 in das Denkmälerverzeichnis eingetragen.

## Geschichte

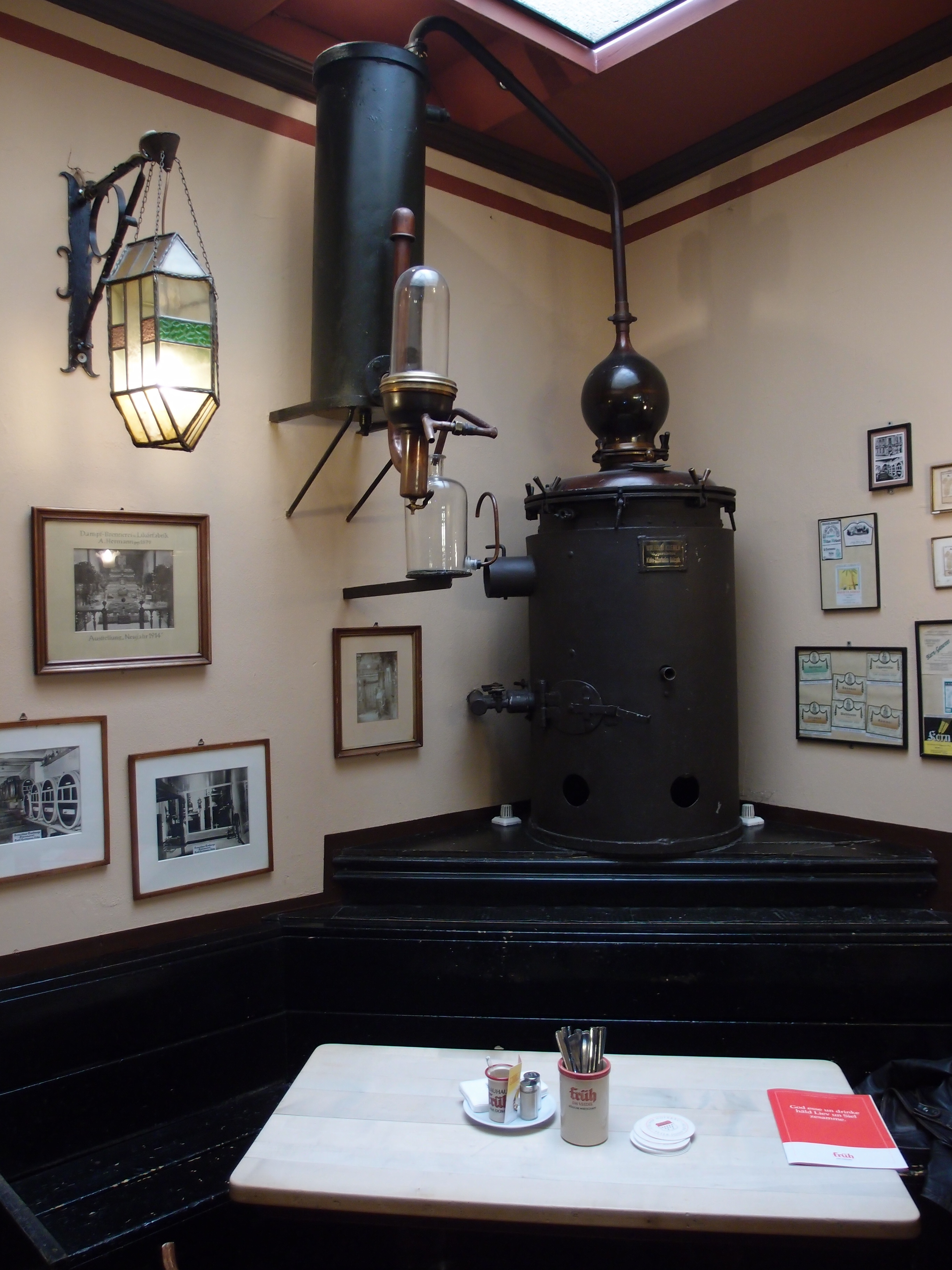
Historischer Schnapsbrennkessel im Speiseraum

Seit der Errichtung des neogotischen Gebäudes anstelle der ab 1880 niedergelegten mittelalterlichen Stadtmauer wurde in dem Haus am Chlodwigplatz Schnaps und Likör gebrannt. Bevor die Cölner Hofbräu Früh die Gaststätte übernahm, war sie bis zum Jahr 1979 im Besitz der Familie Hermann, die seit mehreren Generationen hier die Brennerei und Schankwirtschaft betrieben hat. Noch heute werden bei Früh hauseigene Schnäpse und Liköre hergestellt, die auf die Tradition der Brennerei zurückgehen: Alter Ulan, Deck und Dönn sowie Stippeföttchen, ein Pfefferminzlikör. Im Kölner Sprachgebrauch ist das Veedelsfrüh auch als in Anlehnung an das Pariser Vorbild als Invalidendom bekannt, da sich in früherer Zeit dort bevorzugt Veteranen trafen.

## Heutige Situation
Auch unter der Leitung der Cölner Hofbräu P. Josef Früh KG blieb das historische Ambiente der Gastwirtschaft im rustikalen Kölner Brauhausstil seit der Übernahme im Jahr 1979 erhalten; eine historische Destille sowie eine Vielzahl von Wandbildern und alten Fotos erinnern ebenfalls an die alten Zeiten, als das traditionsreiche Brauhaus noch als Schnapsbrennerei betrieben wurde. Den Gästen stehen heute 80 Sitzplätze im Speiseraum, eine Außenterrasse mit 40 Plätzen sowie ein großer separater Thekenbereich mit Sitzbänken zur Verfügung.
Zum Früh Kölsch vom Fass werden überwiegend traditionelle, deftige Gerichte der Rheinischen Küche in kölscher Veedelsatmosphäre angeboten.

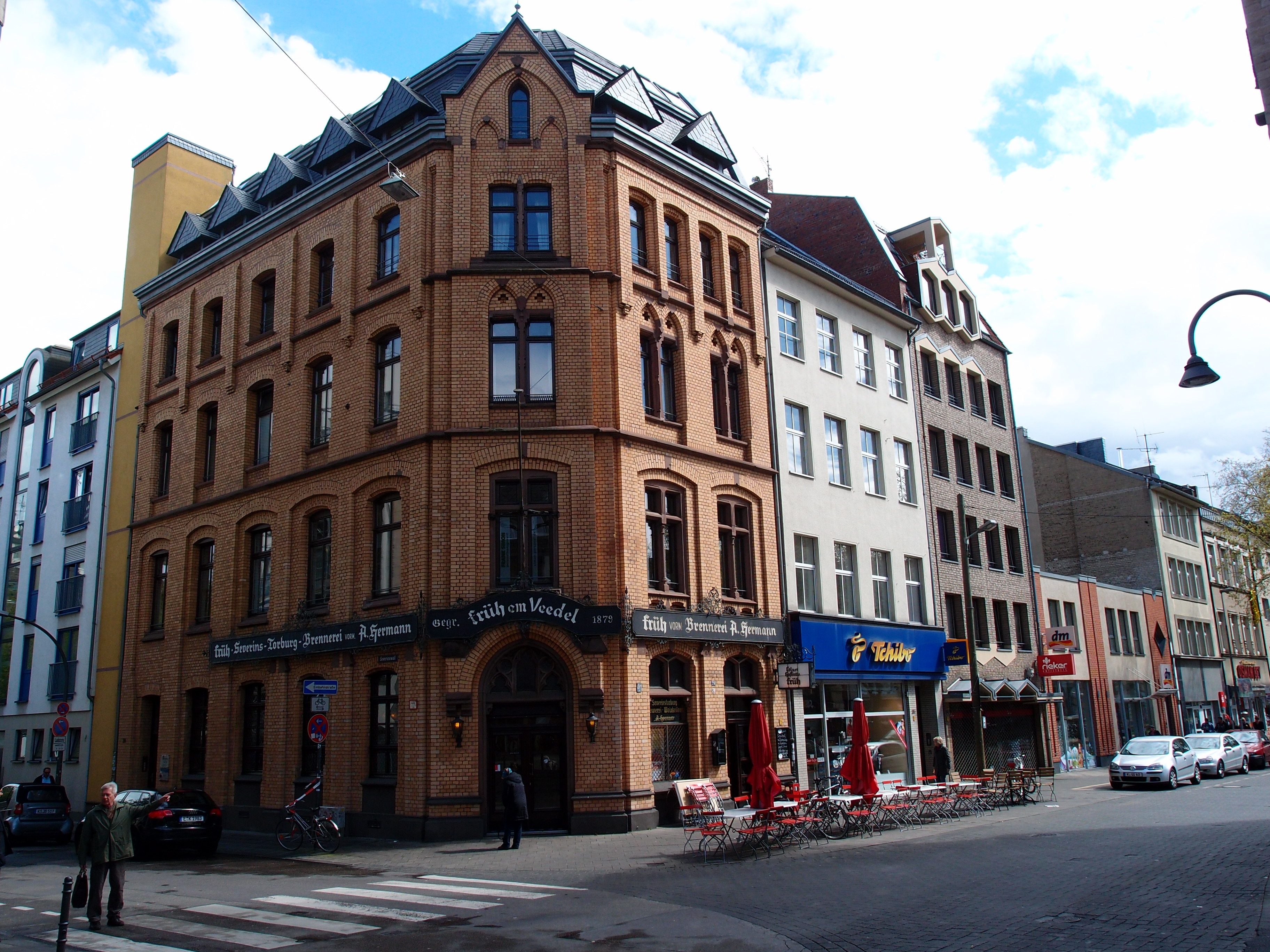
Gesamtansicht
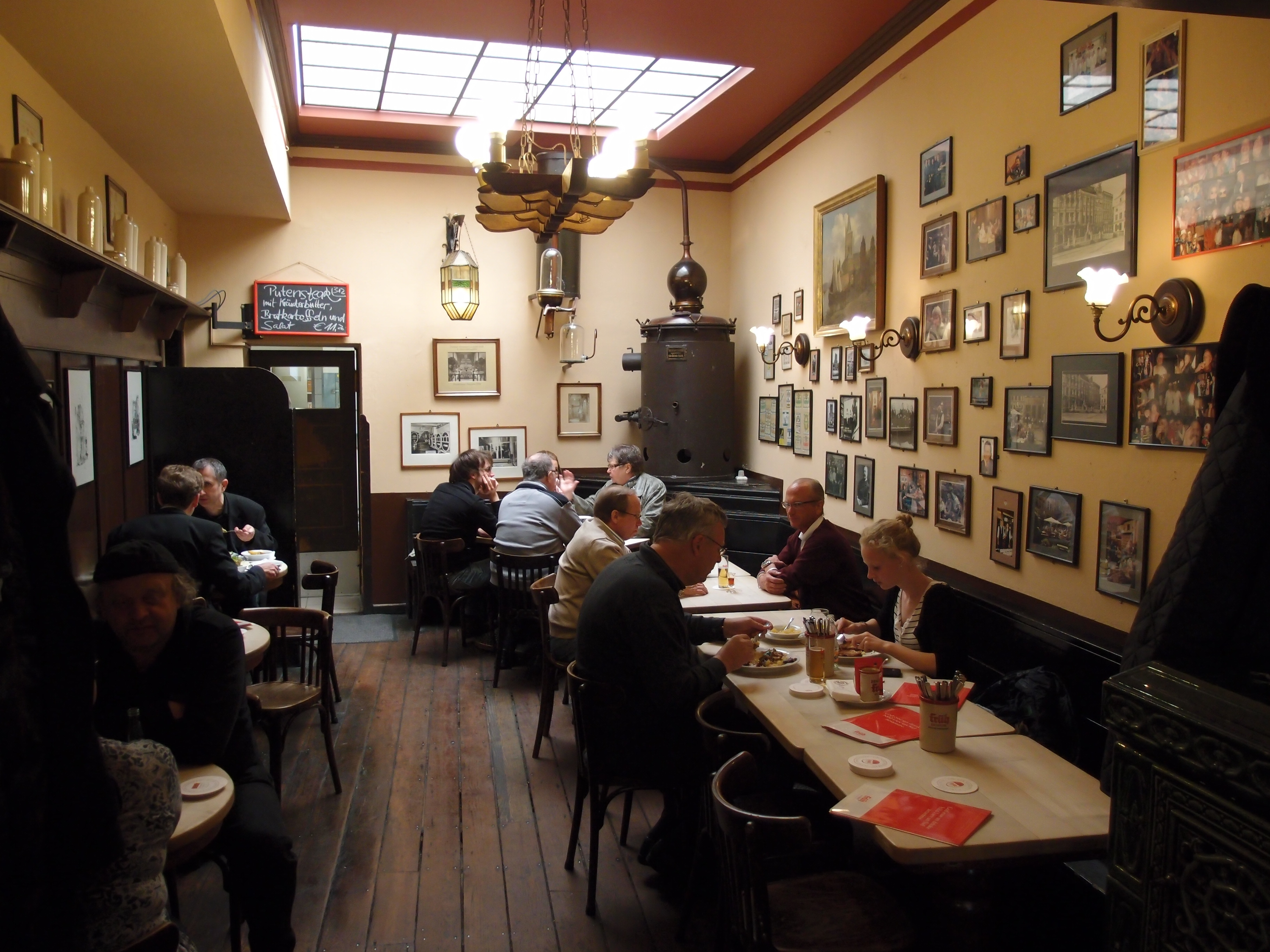
Speiseraum
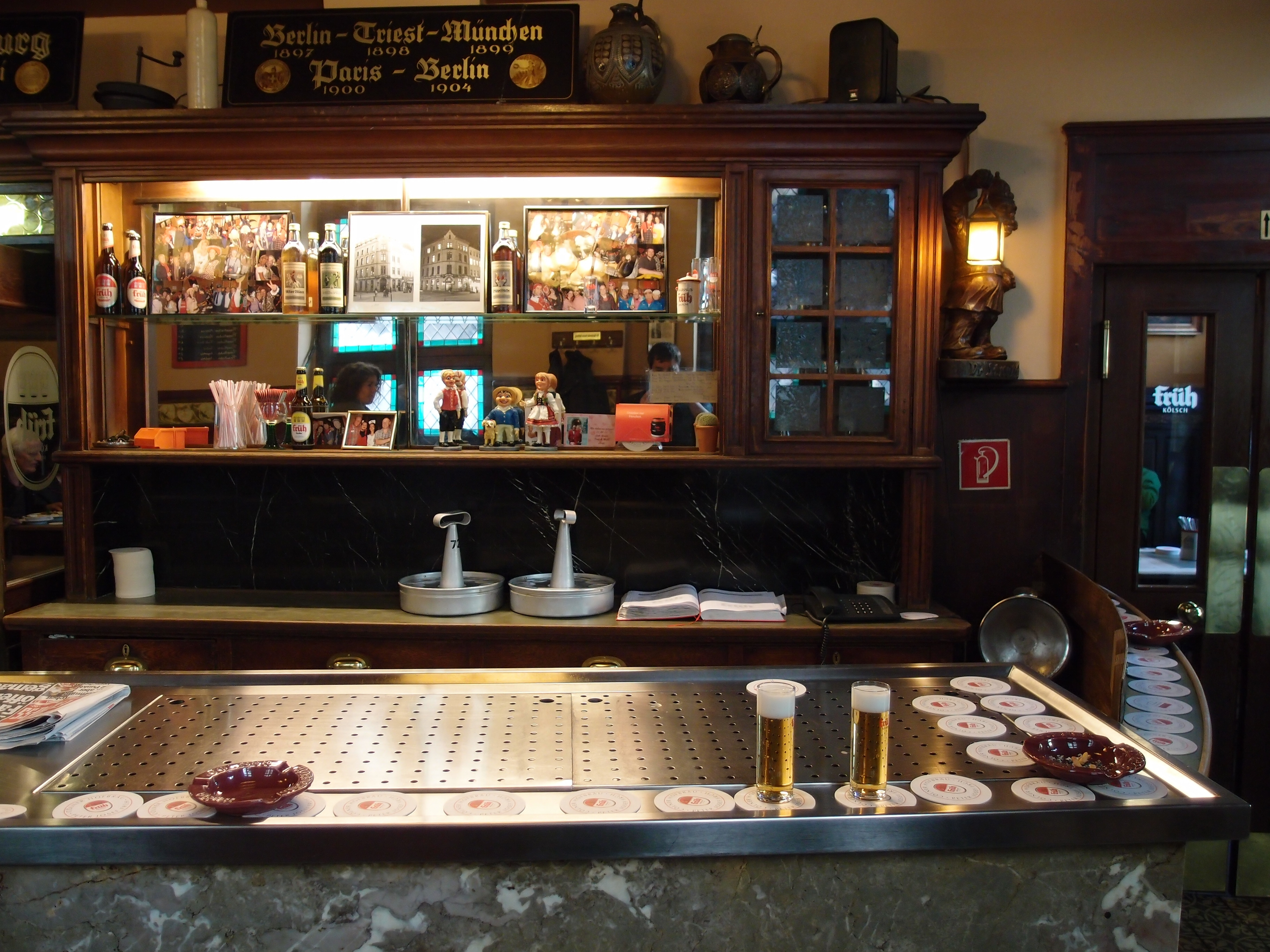
Thekendetail
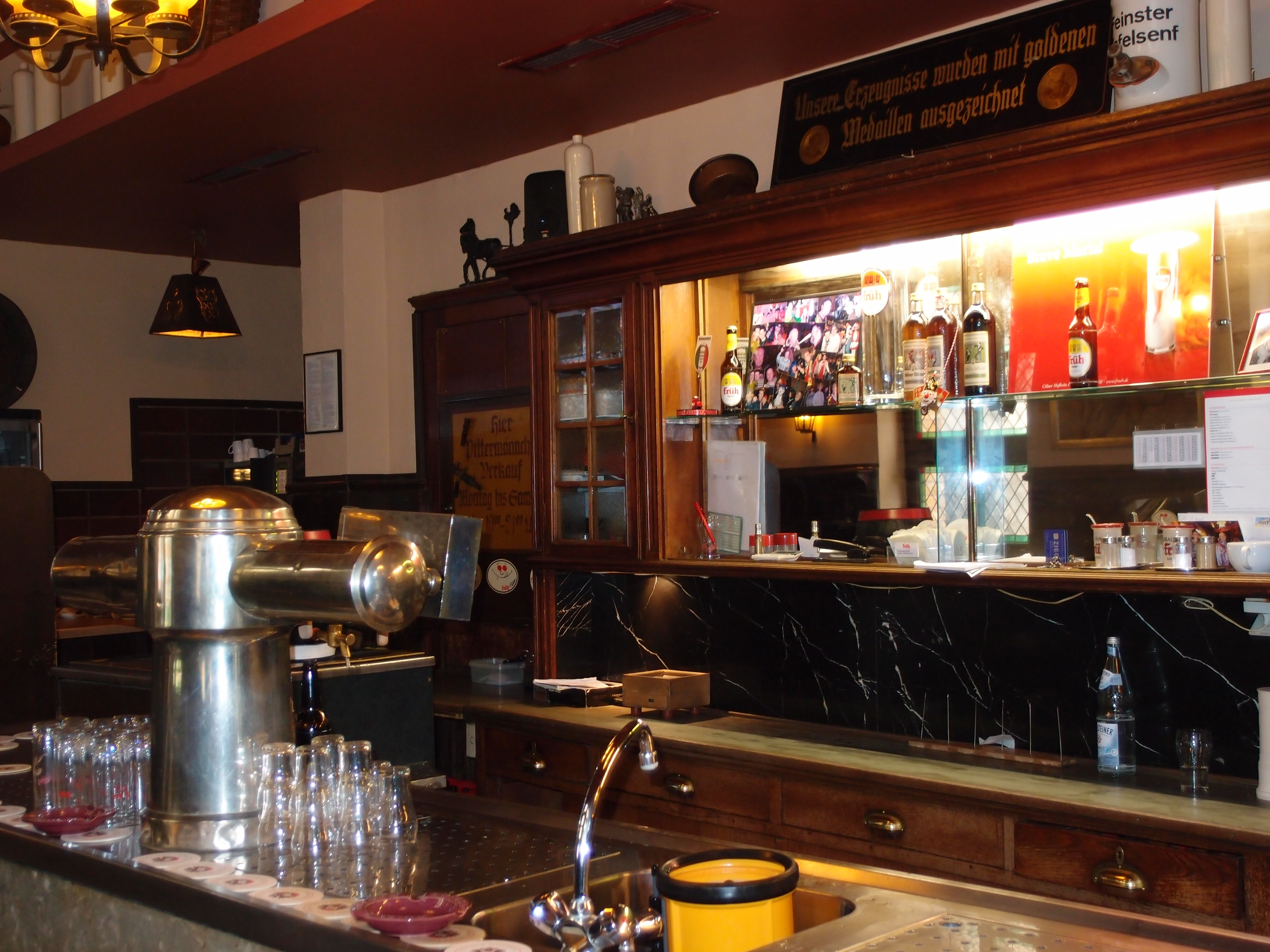
Schankbereich